# Poecilochroa carinata
Poecilochroa carinata är en spindelart som beskrevs av Lodovico di Caporiacco 1947. Poecilochroa carinata ingår i släktet Poecilochroa och familjen plattbuksspindlar.
Artens utbredningsområde är Uganda. Inga underarter finns listade i Catalogue of Life.